# سارگیس میناسیان
سارگیس میناسیان (ارمنی: Սարգիս Մինասյան; انگلیسی: Sarkis Minassian مشهور به آرام آشوت ارمنی: Արամ Աշոտ؛ انگلیسی: Aram Ashod; ۱۸۷۳ – ۱۹۱۵) یک روزنامه‌نگار، نویسنده، آموزگار و کنشگر سیاسی ارمنی بود. وی ویراستار ارشد روزنامه «هایرنیک» (میهن) در واترتاون، ماساچوست شد. در سال ۱۹۰۹ پس از بازگشت به عثمانی حرفه نویسندگی را در مجلات مختلفی ادامه داد. میناسیان عضو فدراسیون انقلابی ارمنی بود. وی در جریان نسل‌کشی ارمنی‌ها توسط حکومت ترکان جوان عثمانی کشته شد.